# Тоттенгем Готспур (стадіон)
Стадіон «Тоттенгем Готспур» (англ. Tottenham Hotspur Stadium) — футбольний стадіон у Лондоні, Англія. Місткість — 62 062. Відкриття стадіону відбулося навесні 2019 року. Домашній стадіон команди «Тоттенгем Готспур».
Один із найбільших у англійській Прем'єр-лізі та найбільших клубних стадіонів у Лондоні. Новий споруда частково розташовується на місці колишнього стадіону клубу «Вайт Гарт Лейн», який для будівництва демонтували, та очистили прилеглі до нього ділянки. Запроєктований ще 2007 року та оголошений у 2008 році, але план кілька разів переглядали, тому будівництво стадіону розпочалося лише 2015 року. Стадіон мав бути відкритий до початку сезону 2018/19, утім через затримки відкриття перенесли на матч проти «Ліверпуля» 15 вересня 2018 року, який був другим домашнім матчем «шпор» у сезоні, але потім ще кілька разів відкриття стадіону відтерміновувалося.

## Історія

### Будівництво
Будівництво стадіону розпочалося 2015 року зі зведення Північної секції (що включає Північну, західну і східну трибуни). Будівництво південної трибуни почалося після демонтажу примикаючого до будівництва стадіону «Вайт Гарт Лейн», який розпочався відразу після завершення сезону 2016/17. Навесні 2018 року на стадіоні було зведено дах.

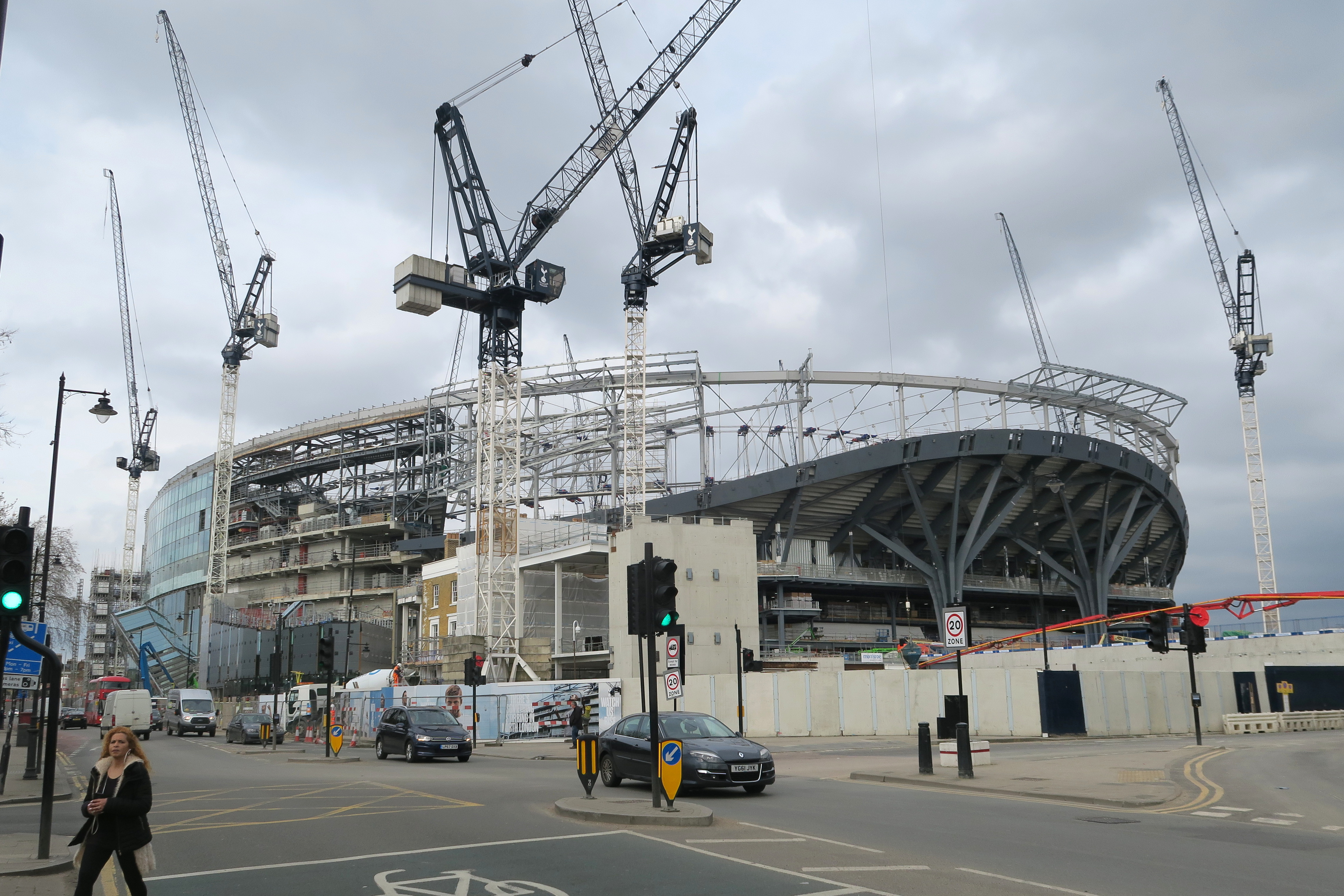
Стадіон під час будівництва. Квітень 2018 року.

При будівництві нового стадіону використовувалися частини демонтованого «Вайт Гарт Лейн». Зокрема, подрібнений бетон з фундаменту старого стадіону, змішаний з новим бетоном, використовувався для заливки підлог. Цегла зі східної трибуни «Вайт Гарт Лейн» були використані для оформлення бару. Також на новому стадіоні встановлені таблички зі старого стадіону.
Газон на стадіоні був укладений на початку жовтня 2018 року.

### Відкриття
Перед офіційним відкриттям стадіону планувалося провести два «тестові матчі», проведення яких неодноразово відкладалося, зокрема через проблеми з системами безпеки і дефектами електропроводки. У підсумку «Тестові матчі» на стадіоні пройшли 24 і 30 березня 2019 року. 24 березня на стадіоні зіграли команди «Тоттенгем Готспур» і «Саутгемптона» до 18 років. На грі були присутні 28 987 глядачів, перемогу з рахунком 3:1 здобули молоді гравці «шпор». 30 березня на стадіоні зустрілися «легенди» «Тоттенгема» і «легенди» італійського «Інтернаціонале». За грою спостерігало 41 244 глядача, перемогу з рахунком 5:4 здобули гравці «Інтера».
Перед початком сезону 2018/19 планувалося, що офіційний матч відкриття нового стадіону відбудеться у вересні 2018 року, однак дата неодноразово переносилася, у зв'язку з чим більшу частину сезону 2018/19 «Тоттенгем Готспур» продовжував проводити свої домашні матчі на «Вемблі». Перший офіційний футбольний матч на стадіоні пройшов 3 квітня 2019 року: це була гра Прем'єр-ліги між «Тоттенгем Готспур» і «Крістал Пелес», в якій «шпори» здобули перемогу з рахунком 2:0.

## Архітектура

### Структура стадіону
Стадіон має форму асиметричної чаші, його місткість на момент відкриття становила 62 062 місця. Розміри стадіону складають приблизно 250 метрів в довжину з північно-південної осі і 200 метрів по східно-західній осі; висота становить 48 метрів. У Північній секції стадіону 9 поверхів, у Південній — 5 поверхів. Загальна внутрішня площа стадіону становить 119 945 м2.
Всередині стадіону встановлено чотири великі світлодіодні екрани (два з них площею 190 м2, два інших — 179 м2). Зовні встановлені два відеоекрани на фасаді стадіону. Також всередині і на території комплексу встановлено близько 1800 відеоекранів різних розмірів.

### Трибуни

Схема стадіону

Незважаючи на те, що стадіон має форму чаші, в його складі можна виділити чотири окремі трибуни. Південна трибуна створена як трибуна домашніх вболівальників, вона одноярусна і є найбільш місткою одноярусною трибуною у Великій Британії: її місткість становить 17 500 глядачів. Висота південної трибуни становить 34,1 м. Ідея дизайну південної трибуни взята у «жовтої стіни» домашнього стадіону дортмундської «Боруссії» «Зігналь Ідуна Парк», сама трибуна за задумом мала стати «серцем» стадіону і створювати основний шум вболівальників під час матчів.
Висота північної трибуни становить 35,5 м, вона складається з трьох ярусів з вестибюлями на рівнях 1, 2, 4 і 5. Висота Східної і Західної трибун становить 33,8 і 33,2 м відповідно; вони мають вестибюлі на рівнях 1 і 5. І Східна, і Західна трибуни мають по чотири яруси: по два великих і два поменше для розміщення преміум-класу і ВІП-лож. На стадіоні близько 8 тисяч «преміум-місць», а також ВІП-ложі. Всі 62 062 сидіння стадіону темно-синього кольору (клубні кольори «Тоттенгема»). 42 тисячі місць зарезервовано для власників сезонних абонементів клубу. Мінімальна ширина сидінь становить 470 мм (порівняно з 455—460 мм на «Вайт Гарт Лейн»), для преміум-класу ширина збільшена до 520—700 мм, із збільшеним простором для ніг. Для виїзних вболівальників виділена площа в північно-східному куті стадіону, що включає 3000 місць на нижньому ярусі для команд Прем'єр-ліги і до 15 % від місткості стадіону на трьох ярусах для домашніх кубкових матчів. У північно-західному куті стадіону розташовані зони для відвідування матчів з дітьми. Також є місця для глядачів з обмеженими можливостями на всіх чотирьох трибунах.

## Використання
Стадіон може використовуватися як для проведення футбольних матчів, так і для матчів НФЛ з американського футболу і концертних заходів. Передбачається, що на стадіоні будуть проводитися 16 нефутбольних заходів на рік, включаючи 2 матчі НФЛ і до 6 музичних концертів.

### Назва
Стадіон називається «Тоттенгем Готспур Стедіум» (англ. Tottenham Hotspur Stadium) до укладення угоди про продаж прав на спонсорську назва.